# MigrationWatch UK
MigrationWatch UK ist eine nach eigenen Angaben gemeinnützige, überparteiliche Denkfabrik, die eine Beschränkung der Einwanderung nach Großbritannien fordert, um die Bevölkerungszahl des Landes zu stabilisieren. Der Verein untersucht die Einwanderungsströme in das Land seit der Regierung Blair und stellt zu diesem Zweck demographische Daten zur Verfügung. Sein Wirken wird unterschiedlich bewertet: während konservative Meinungsträger dem Verein eine Verbesserung der Qualität der öffentlichen Debatte zuschreiben, bezweifeln liberale Medien die Neutralität seiner Arbeit. Während einige Wissenschaftler MigrationWatch UK als Interessensvertretung gegen Einwanderung ansehen, rechnen andere der Organisation an, wertvolle Informationen zur Einwanderungsfrage zur Verfügung zu stellen.

## Arbeit
MigrationWatch UK wurde 2002 mit dem  Ziel gegründet, das Thema Migration wieder stärker in den Mittelpunkt des öffentlichen Interesses zu rücken.
MigrationWatch UK legt einen Schwerpunkt auf die Beobachtung und Analyse von Migration, Integration und Demographie im Vereinigten Königreich. Zu diesem Zweck werden u. a. so genannte Briefing Papers (Kurzstudien) zu verschiedenen gesellschaftlichen Bereichen verfasst und veröffentlicht, auf welche die Einwanderung sich auswirkt.

## Organisatorisches
Vorsitzender der  Organisation ist Andrew Green, früherer britischer Botschafter in Saudi-Arabien und ehemaliger Berater der konservativen Tory-Minister Leon Brittan und William Waldegrave. Daneben unterhält die Organisation ein sogenanntes Advisory Council (Beratergremium), dem zahlreiche Wissenschaftler aus den Fachrichtungen Demographie, Soziologie, Politik- und Wirtschaftswissenschaften angehören.

## Positionen
Laut MigrationWatch UK sind seit 1997 über drei Millionen Einwanderer in das Vereinigte Königreich gekommen. In einem Jahr wie 2010 seien mehr Immigranten nach Großbritannien gelangt als zwischen der normannischen Eroberung Englands 1066 und 1950. Die Nettoeinwanderung 2012 betrug 163.000 Personen. Dem stehe entgegen, dass bereits heute England neben den Niederlanden das bevölkerungsdichteste Flächenland Europas ist. MigrationWatch UK prognostiziert, dass die Bevölkerung Großbritanniens bis 2018 um mehr als 7 Millionen Menschen anwachsen werde, davon alleine 5 Millionen Einwanderer. Angesichts dieses Bevölkerungswachstums spricht sich die Organisation für eine reduzierte Einwanderungsquote von 40.000 Menschen pro Jahr aus, so dass die Bevölkerung bis 2050 unter der anvisierten Marke von 70 Millionen bleiben würde.
Nach dem Brexit-Referendum sprach sich MigrationWatch UK für einen „harten Brexit“ aus, für eine freie Ein- und Ausreise von Besuchern, Geschäftsreisenden und Touristen aus der EU und für eine begrenzte, nach beruflichen Kategorien unterschiedene Arbeitsmigration aus der EU.

## Rezeption
MigrationWatch UK ist nach Ansicht des Guardian 2002 umstritten, weil es die Behauptung eines überbevölkerten Großbritanniens aufstellt. Laut dem konservativen Politiker Jonathan Aitken 2005 hat MigrationWatch die Qualität der britischen Debatte über Immigration verbessert: „MigrationWatch hat die administrativen Tätigkeiten der Behörden und die Politik der großen Parteien bei Asylanten, Arbeitsgenehmigungen und den Einwanderergesamtzahlen geändert. Es hat Integrität und Genauigkeit in die bislang irreführende Regierungsstatistiken über Einwanderung gebracht. Das Verständnis des Themas in allen seriösen Zeitungen und Funkanstalten sei verbessert worden.“ Dean Godson der Mitte-rechts-Denkfabrik Policy Exchange äußerte sich im Juni 2006 in The Times: „Der dramatische Wechsel bei der Einwanderungsdebatte in den letzten Monaten ist hauptsächlich auf die Entschlossenheit und den Mut einer einzigen Person, dem Gründer und Vorsitzenden von MigrationWatch UK Andrew Green zurückzuführen.“